# Omloop Mandel-Leie-Schelde 1948
De 4e editie van de Belgische wielerwedstrijd Omloop Mandel-Leie-Schelde werd verreden in 1948. De start en finish vonden plaats in Meulebeke. De winnaar was Georges Desplenter, gevolgd door Maurice Desimpelaere en Albert Sercu.

## Uitslag
| Omloop Mandel-Leie-Schelde 1948 |                      |                    |      |
| Plaats                          | Naam                 | Ploeg              | Tijd |
| Winnaar                         | Georges Desplenter   | Mercier-Hutchinson |      |
| 2                               | Maurice Desimpelaere | Alcyon-Dunlop      |      |
| 3                               | Albert Sercu         | Bertin-Wolber      |      |

1945 · 1946 · 1947 · 1948 · 1949 · 1950 · 1951 · 1952 · 1953 · 1954 · 1955 · 1956 · 1957 · 1958 · 1959 · 1960 · 1961 · 1962 · 1963 · 1964 · 1965 · 1965 · 1966 · 1967 · 1968 · 1969 · 1970 · 1971 · 1972 · 1973 · 1974 · 1975 · 1976 · 1977 · 1978 · 1979 · 1980 · 1981 · 1982 · 1983 · 1984 · 1985 · 1986 · 1987 · 1988 · 1989 · 1990 · 1991 · 1992 · 1993 · 1994 · 1995 · 1996 · 1997 · 1998 · 1999 · 2000 · 2001 · 2002 · 2003 · 2004 · 2005 · 2006 · 2007 · 2008 · 2009 · 2010 · 2011 · 2012 · 2013 · 2014 · 2015 · 2016 · 2017 · 2018 · 2019 · 2020 · 2021 · 2022 · 2023